# The Story of G.I. Joe
The Story of G.I. Joe é um filme norte-americano de 1945, do gênero guerra, dirigido por William A. Wellman e estrelado por Burgess Meredith e Robert Mitchum.

## Produção
Um dos dois melhores filmes a retratar a infantaria americana (o outro é A Walk in the Sun, do mesmo ano), The Story of G. I. Joe foi universalmente aplaudido, porém pouco visto. Um dos motivos pode ter sido a audácia de mostrar corpos de soldados mortos no final carrancudo, o que ia de encontro à euforia da época.
Com um tom semidocumental, o filme abre mão de falsos heroísmos ou batalhas exageradas e se concentra no dia a dia do soldado anônimo (conhecido como G.I. Joe nos EUA). Por isso, é considerado por muitos veteranos da infantaria americana como o mais realista de todos os filmes de guerra produzidos em Hollywood na década de 1940.
O filme representou o estrelato para Robert Mitchum, que vinha de uma série de filmes B, muitos deles da série de Hopalong Cassidy, onde atuava como bandido. Pelo papel do Tenente Bill Walker, comandante da Companhia C, o ator recebeu a primeira e única indicação ao Oscar de sua longa carreira.
O roteiro, também indicado pela Academia, é baseado em colunas de Ernie Pyle, correspondente de guerra que se juntou ao exército de seu país nos fronts da Europa e do Pacífico. Dois meses antes da estreia do filme, ele foi morto em Okinawa, por tiros de metralhadora disparados pelos japoneses.
Segundo Ken Wlaschin, este é o primeiro dos quinze melhores filmes da carreira de Robert Mitchum.

## Sinopse
O jornalista Ernie Pyle junta-se à Companhia C da Décima-Oitava Divisão de Infantaria dos EUA, e participa das campanhas da África e da Itália. Acaba por fazer amizade com vários combatentes, entre eles o Tenente Bill Walker, o Sargento Warnicki e o candidato a Don Juan Dondaro, um soldado raso. Pyle descobre os dramas humanos que se escondem por trás daquelas faces impassíveis, como a solidão do comando, a saudade da família, o cansaço, o desconforto, e o terror dos combates. Mas há também divertidas anedotas, como um casamento debaixo de um ataque aéreo, e as tentativas do Sargento Warnicki de ouvir uma gravação com a voz do filho.

## Principais premiações
| Patrocinador                                  | Prêmio                      | Categoria | Situação                                  |
| --------------------------------------------- | --------------------------- | --- | ----------------------------------------- |
| Academia de Artes e Ciências Cinematográficas | Oscar                       | Melhor Ator Coadjuvante (Robert Mitchum) Melhor Roteiro Adaptado Melhor Canção Original Melhor Trilha Sonora Original | Indicado                                  |
| National Board of Review                      | NBR Award                   | Dez Melhores Filmes de 1945                                                                                           | Escolhido                                 |
| Film Daily                                    |                             | Dez Melhores Filmes de 1945                                                                                           | Escolhido                                 |
| New York Film Critics Circle Awards           | NYFCC                       | Melhor Filme Melhor Diretor Melhor Ator (Robert Mitchum)                                                              | Segundo Lugar Segundo lugar Segundo Lugar |
| Festival de Veneza                            | Grande Prêmio Internacional | Melhor Filme | Indicado                                  |

## Elenco
| Ator/Atriz       | Personagem          |
| ---------------- | ------------------- |
| Burgess Meredith | Ernie Pyle          |
| Robert Mitchum   | Tenente Bill Walker |
| Freddie Steele   | Sargento Warnicki   |
| Wally Cassell    | Soldado Dondaro     |
| Jimmy Lloyd      | Soldado Spencer     |
| John R. Reilly   | Soldado Murphy      |
| Bill Murphy      | Soldado Mew         |